# 呪術的思考
呪術的思考（じゅじゅつてきしこう）、魔術的思考（まじゅつてきしこう、英: Magical thinking）とは、ある事象について、理性と観察においては因果関係が正当化できない物事に原因を求める思考である。宗教や民俗、迷信において、信仰心や祈り、儀式や生け贄、タブーの順守などと、それに対して期待される報酬や利益が結び付けられた。臨床心理学においては、呪術的思考を持つ患者は、ある行動や考えと災難・悲劇的な出来事の間に相関関係があると考え恐怖を感じる。呪術的思考によって、人々は、自身が世界に影響を及ぼすことができる、またある行為と何ごとかが照応関係にあると考える。
ヨーロッパでは初期近代まで、神によって創造された世界は意味と目的に満ちたものだと考えられ、思想家達は世界の様々な部分の間に類比的なつながりを期待した。自然の中にある類比やシンメトリーは、事象の間の現実的なつながりを意味しており、神によって埋め込まれた隠された結びつきを示す合図であった。このような照応の網の目にくくられた事象の結びつきは、｢共感｣によって機能しており、その媒介が「世界精気」であると考えられていた。このような考え方は医学にも用いられ、脳に似た形の胡桃は脳の病気に効く良薬であり、葉の形が心臓と似ているレモンバームは心臓の薬として有効ではないかと推察した。人間の運命や生物の肉体が天の星々と照応関係（大宇宙と小宇宙の照応）にあると考えた占星術、錬金術医療における武器軟膏（共感の粉）などは、現代人から見ると不合理な迷信である。ジョンズ・ホプキンス大学教授ローレンス・M・プリンチペは、これらの思想は当時においては迷信ではなく、当時入手可能な思想や情報を考慮し「合理的に到達した（現代から見ると）単に『誤っていた』考え」と見なすべきであると述べている。